# Isync
Isync, i kommersiellt bruk skrivet iSync, är ett program från Apple Computer som ingår i Mac OS. Syftet med programmet är att synkronisera kontaktuppgifter mellan dator och exempelvis mobiltelefon.
Isync v1.0 medföljde Mac OS X 10.2 som släpptes i augusti 2002. Isync v2.0 medföljde (och kräver) Mac OS X 10.4 som släpptes i slutet av april 2005.